# Galluccio rosso
Il Galluccio rosso è un vino DOC la cui produzione è consentita nella provincia di Caserta.

## Caratteristiche organolettiche
- colore: rosso rubino più o meno intenso tendente al granato con l'invecchiamento
- odore: gradevole, delicato, caratteristico
- sapore: secco, fresco, armonico

## Produzione
Provincia, stagione, volume in ettolitri
- nessun dato disponibile